# Nancy Rubensová
Nancy Rubensová (30. května 1915 Washington, D. C. – 4. června 1994 Praha) byla česká herečka. Narodila se jako Aloisie Louisa Janečková, její otec se jmenoval Pavel Janeček a maminka Marie roz. Sýkorová, byla známá také jako Lola Janečková nebo Olga Janečková, po svatbě s Valdemarem Kovaříkem v roce 1955. přijala příjmení Kovaříková. Měla tři děti Valdemara Kovaříka (1945 - 2017), Danielu Kovaříkovou provd. Čechovou (od ní vnuka Jana Čecha /1968-2007/) a Zuzanu Kovaříkovou, pro problémy s Americkým občanstvím se mohla provdat až v roce 1955, ačkoliv v té době měl její nejstarší syn již 10 let. 

## Životopis
Narodila se v českoamerické rodině, která se po předčasné smrti otce vrátila zpět do vlasti a žila v Českém Těšíně. Po vítězství v konkursu na film Václava Kubáska Světlo jeho očí se stala představitelkou atraktivních plavovlásek ve filmu i na jevišti (Nové divadlo, Divadlo Járy Kohouta, Divadlo Na Fidlovačce). Kariéru ukončila poté, co se provdala za vinohradského hoteliéra.

## Filmografie
- 1936 Světlo jeho očí
- 1936 Divoch
- 1937 Rozvod paní Evy
- 1937 Srdce na kolejích
- 1939 Bílá jachta ve Splitu
- 1939 Dědečkem proti své vůli
- 1939 Tulák Macoun
- 1939 U svatého Matěje
- 1941 Tetička
- 1942 Velká přehrada